# Danh sách công cụ tìm kiếm theo sự phổ biến
Sau đây là danh sách các công cụ tìm kiếm theo sự phổ biến.

## Các phương pháp xếp hạng
Alexa Traffic Rankings
Alexa xếp hạng các trang web dựa trên một thước đo tổng hợp của lượt xem và người sử dụng trang web duy nhất. Alexa tạo ra một danh sách các "trang web hàng đầu", dựa trên dữ liệu này thời gian trung bình qua các thời kỳ ba tháng và chỉ chiếm tên miền cấp cao nhất

## Danh sách các công cụ tìm kiếm
| Nơi          | Alexa Traffic Rank | Ước tính Unique Visitors tháng |
| ------------ | ------------------ | ------------------------------ |
| Google       | 1                  | 1.100.000.000                  |
| Baidu        | 5                  | 564.000.000                    |
| Yahoo        | 4                  | 350.000.000                    |
| Bing         | 24                 | 300.000.000                    |
| ASK          | 28                 | 245.000.000                    |
| DuckDuckGo   | 842                | TO                             |
| wolframalpha | 1.968              | TO                             |
| Yandex       | 20                 | TO                             |